# NGC 5403
NGC 5403 (również PGC 49820 lub UGC 8919) – galaktyka spiralna z poprzeczką (SBb), znajdująca się w gwiazdozbiorze Psów Gończych. Odkrył ją William Herschel 16 maja 1787 roku.